# オレグ・マルツェフ
オレグ・マルツェフ（Oleg Maltsev　1967年11月19日 - ）は、ロシアのオムスク出身の柔道選手。階級は86kg級。身長178cm。

## 人物
最初はソ連の選手として、1986年の世界ジュニア78kg級で5位になると、1987年のヨーロッパジュニアでは優勝を飾った。その後階級を86kg級に上げると、1992年のバルセロナオリンピックにはEUN代表として出場したが初戦で敗れた。その後ロシアの選手として、1993年のヨーロッパ選手権で3位になった。1994年のヨーロッパ選手権では優勝すると、ワールドカップ国別団体戦でも3位に入った。1995年のヨーロッパ選手権では3位だったが、世界選手権では準決勝で吉田秀彦に敗れたが銅メダルを獲得した。1996年のヨーロッパ選手権では2位になるが、アトランタオリンピックでは7位に終わりメダルを獲得できなかった。

## 主な戦績
78kg級での戦績
- 1986年 - 世界ジュニア　5位
- 1987年 - ヨーロッパジュニア　優勝

86kg級での戦績
- 1989年 - 韓国国際　優勝
- 1990年 - アメリカ国際　優勝
- 1990年 - 嘉納杯　3位
- 1992年 - ドイツ国際　3位
- 1993年 - ドイツ国際　2位
- 1993年 - ポーランド国際　優勝
- 1993年 - ヨーロッパ選手権　3位
- 1994年 - ドイツ国際　優勝
- 1994年 - ヨーロッパ選手権　優勝
- 1994年 - ワールドカップ国別団体戦　3位
- 1995年 - ヨーロッパ選手権　3位
- 1995年 - 世界選手権　3位
- 1996年 - ヨーロッパ選手権　2位
- 1996年 - アトランタオリンピック　7位